# Русские в Лондоне

## История русских в Лондоне

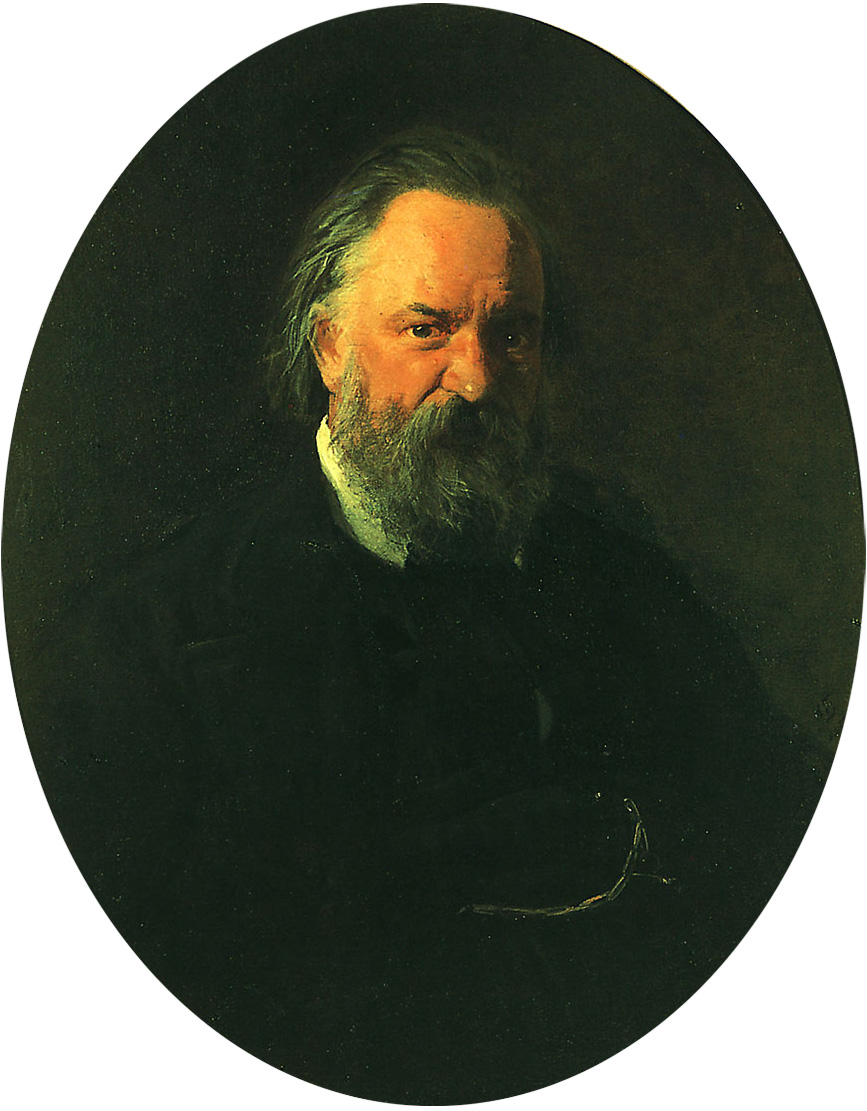
А. И. Герцен

Вот уже более 450 лет, со времен посольства Ричарда Ченслера, между Англией и Россией существуют государственные и торговые отношения.
Первыми русскими гостями в столице Англии были дипломаты и царственные особы. Ещё в XVI веке королева Елизавета I принимала послов из Русского царства в садах пригородов Лондона Ричмонде и Гринвиче (послы потом возмущённо сообщали в Москву о том, что королева принимала их «в огороде»).
Первые русские жители появились в Лондоне в XVII веке, когда молодые люди, посланные Борисом Годуновым для обучения, отказались возвращаться домой и остались в английской столице. Один из них, Никифор Алфери (Олферьев), впоследствии даже стал англиканским священником.
В конце XVII века Лондон посетило Великое посольство, членом которого был под именем Петра Михайлова и царь Пётр I. Будущий император около двух месяцев пробыл в Англии. Дольше всего он работал на верфи в Дептфорде, но также успел осмотреть несколько заводов, монетный двор, гринвичскую обсерваторию и познакомиться с Исааком Ньютоном.
В памяти лондонцев остался российский посол в Англии в 1784—1806 гг. Семён Романович Воронцов. Благодаря Воронцову удалось избежать войны между Россией и Великобританией, когда английские власти уже готовы были отправить флот на помощь Турции (см. Русско-турецкая война 1787—1792). Сейчас в честь Воронцова в Лондоне называется улица Воронцов-роуд (англ. Woronzow Road).
В XIX веке Лондон стал центром русской свободной печати — в нём издавались журналы «Колокол», «Накануне», «Народоволец», «Хлеб и воля», которые потом тайно передавались в Россию. В Лондоне в то время образовалась немалая русская колония. Наиболее известные русские лондонцы XIX века — Александр Иванович Герцен и Николай Платонович Огарёв. С 1876 года в Лондоне жил революционер князь Пётр Кропоткин.
Великобритания стала прибежищем для левых эмигрантов из России и в XX веке. В 1903 году в Лондоне прошёл второй съезд запрещённой партии РСДРП, на котором она разделилась на большевиков и меньшевиков. Напротив, после революции 1917 года, наплыв эмигрантов, по своим взглядам, как правило, правых, был, по сравнению с Парижем, Ниццей или Прагой невелик. Стоит отметить лишь Павла Николаевича Милюкова, председателя партии кадетов. Также в Лондоне был похоронен последний Министр-председатель Временного правительства России Александр Федорович Керенский.

## Современное положение дел

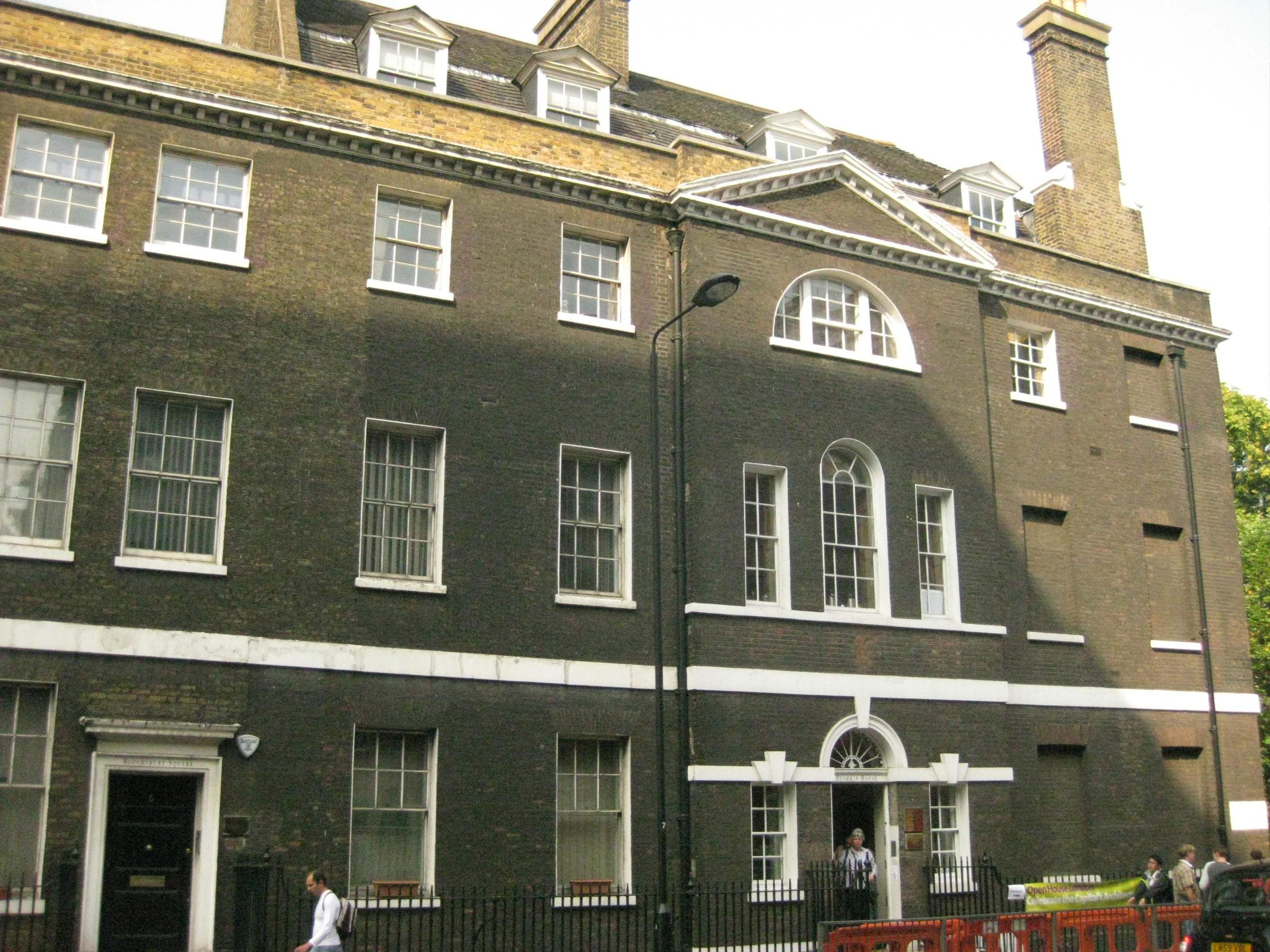
«Пушкинский дом»

По оценке Марка Холлингсуорта и Стюарта Ленсла, авторов книги «Лондонград или „Из России с деньгами“» (2009), в Лондоне проживает 300 тыс. людей, называющих себя русскими (большинство из них не является выходцами из России, а в первую очередь — стран Балтии), в том числе около 100 сверхбогачей. При этом британская официальная статистика насчитывает по всей стране 39 тыс. человек, родившихся в России.. Издаются четыре газеты на русском языке, действует более пяти русскоязычных школ, несколько православных церквей (приходы Сурожской епархии, РПЦЗ, а также экзархата Константинопольской Патриархии), работают магазины, в которых можно купить «традиционные» русские продукты; свои услуги предлагают русскоязычные врачи, юристы, учителя, и т. д. Есть и рестораны русской кухни, ориентированные как на эмигрантов, так и на лондонских любителей экзотики.
С 2007 года в центре Лондона действует «Пушкинский дом» — неофициальный русский культурный центр, в котором проводятся лекции о русской культуре, демонстрируются российские фильмы, ведутся занятия по русскому языку, работает библиотека, организуются выставки, презентации, концерты и приемы.
«Пушкинский дом» принадлежит Pushkin House Trust, который является зарегистрированной в Великобритании независимой благотворительной организацией (номер 313111), ставящей своей целью продвижение русского языка и культуры. «Пушкинский дом» стал наследником знаменитого «Пушкинского клуба», существовавшего в Лондоне с 1955 года и проводившего похожую деятельность.
В Лондоне жили российские миллиардеры Роман Абрамович, Олег Дерипаска, Владимир Гусинский, Борис Березовский и др. Кроме того, в Лондоне проживает министр иностранных дел Чеченской Республики Ичкерия Ахмед Закаев.

## Памятники русским
В Лондоне есть 3 памятника, посвящённых русским:
- Мемориал советским воинам и гражданам, погибшим в годы Второй мировой войны, был открыт 9 мая 1999 года в парке Джеральдины Мэри у Имперского военного музея[12].
- Памятник Петру Первому был открыт в 2001 году в лондонском районе Дептфорд, в том месте на берегу реки Темзы, где в 1698 году некоторое время жил Петр I. Памятник создан скульптором Михаилом Шемякиным и архитектором Вячеславом Бухаевым[13].
- Памятник Юрию Гагарину был установлен в 2011 году на улице Мэлл, в 2012 году был перенесён в Гринвичскую обсерваторию на постоянное место 7 марта 2013 года.